# Dominique Robin
Dominique Robin est un artiste plasticien et un photographe français né le 1er avril 1971. Il vit et travaille à Rome et dans le Poitou, sa région natale.

## Œuvres
- Retour impossible du bleu, dessins, livre[3], exposition[4],[5],[6]
- Stone puzzles, un livre (édition Mimesis texte Maria Stavrinaki), une exposition [7],[8]
- Oil, photographies (2014-2016)[9],[10],[11],[12]
- Réaction, installation (2015, en collaboration avec Florian de la Salle)[13],[14],[15]
- La maison oubliée (2013), livre (édition dasein, Lugano), installation, spectacle[16],[17]
- Sacrée croissance ! (2013, scénographie de l'exposition de Marie-Monique Robin)[18],[19]
- Éléments installations, photographies, 2011[20]
- Inzu, photographies, installation (2011)[21],[22]
- Étudiants à Conakry photographies, installation (2010)[23],[24]
- Un dispensaire en Guinée, livre (La Martinière, 2010, préface Michael Lonsdale), installation[25],[26]
- Les petites statues (2007, Capitale européenne de la culture en collaboration avec Armel Hostiou) installation vidéo[27].